# Tocja alpejska

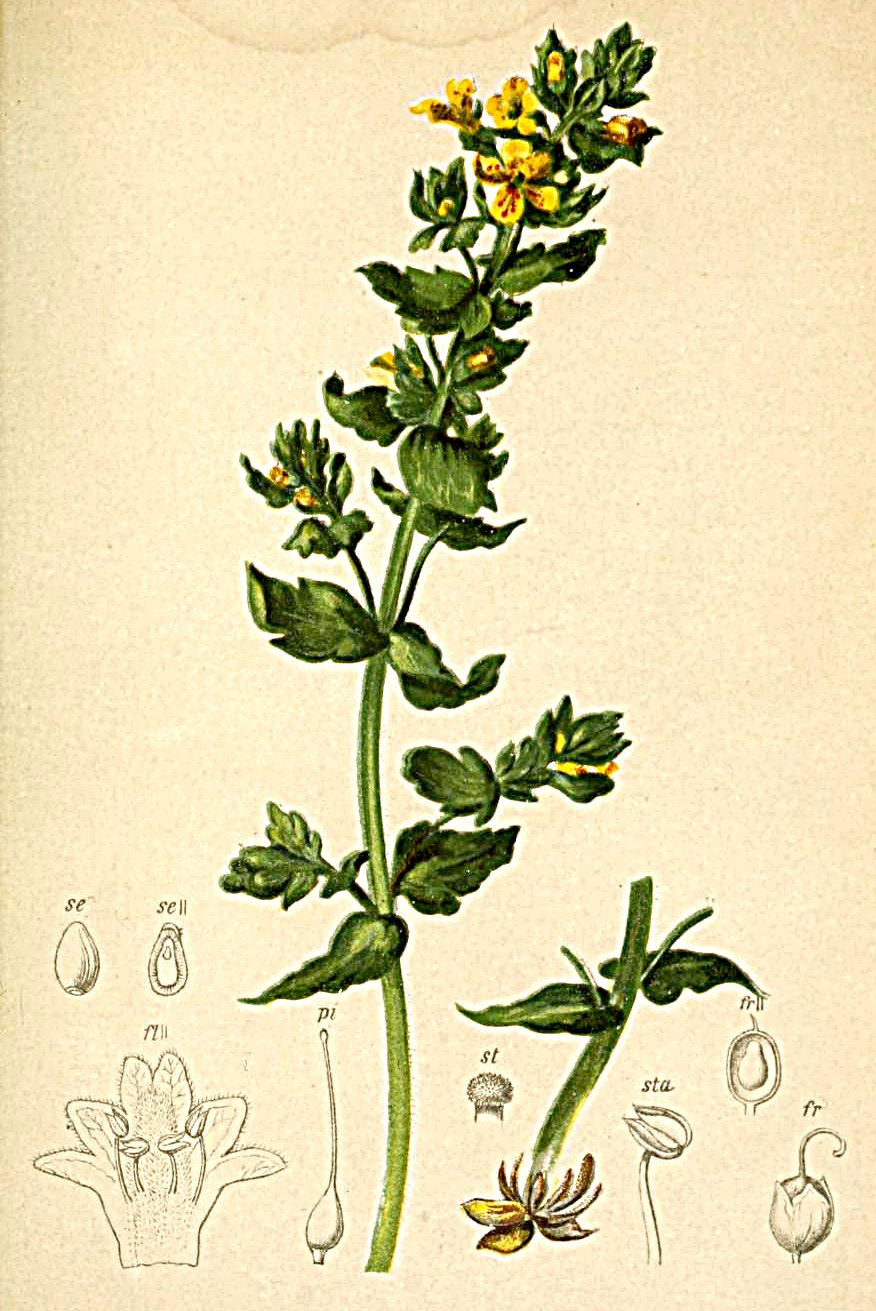
Morfologia

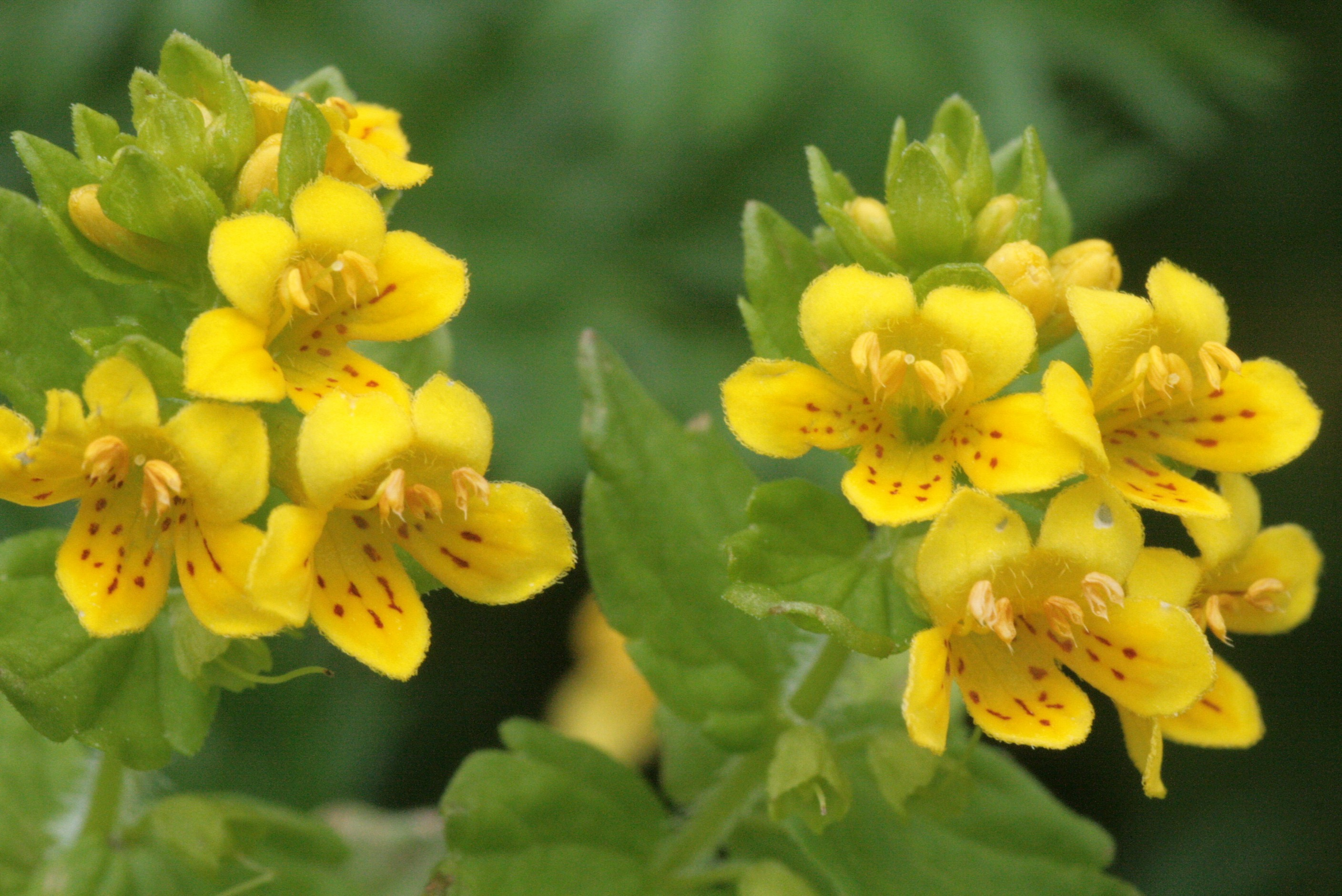
Kwiaty

Tocja alpejska, tocja karpacka (Tozzia carpathica Woloszack) – gatunek rośliny  należący do monotypowego rodzaju tocja.

## Taksonomia
W obrębie gatunku wyróżnia się dwa podgatunki:
- Tozzia alpina subsp. alpina
- Tozzia alpina subsp. carpathica (Woł.) Pawł. – tocja alpejska karpacka[5]

## Rozmieszczenie geograficzne
Gatunek występuje w górach Europy. W Alpach, południowej Jurze, Masywie Centralnym, środkowych Pirenejach, Apeninach rośnie podgatunek typowy. W Karpatach i górach Półwyspu Bałkańskiego obecny jest podgatunek karpacki.
W Polsce jest rośliną rzadką. Występuje na pojedynczych tylko stanowiskach w Beskidzie Śląskim, Żywieckim i w Bieszczadach. Nie występuje w Tatrach. W Beskidzie Śląskim i Żywieckim podano stanowiska: źródliska na północnym zboczu Baraniej Góry, w korycie potoku w rezerwacie przyrody Barania Góra, obok rezerwatu przyrody Śrubita, na Morgach w paśmie Wielkiej Raczy, w źródliskach potoku Sopotnia Wielka w masywie Pilska, w rezerwacie przyrody Pod Rysianką, nad potokiem na północnym stoku Policy, w masywie Babiej Góry na Polanie Wójcikowej i Borsuczych Skałach (na obydwu tych stanowiskach gatunek wyginął), na południowym stoku Babiej Góry wzdłuż potoku Krzywa Rzeka, w Zawoi nad potokiem powyżej Czatoży oraz na Dejakowych Szczawinach i Karczmarczykowych Szczawinach. W Bieszczadach Zachodnich podano 16 stanowisk: Połonina Wetlińska (3 stanowiska), Połonina Caryńska (źródliska Cybulawskiego Potoku), Rabia Skała, Moczarne (2 stanowiska), Wielka Rawka, Czoło, nad potokami Beskidnik, Tarnica, Sucha Rzeka i Terebowiec, pod Krzemieniem, górny San i Sianki.

## Morfologia
ŁodygaWyprostowana, soczysta, rozgałęziona, czterokanciasta i na kantach owłosiona kędzierzawymi włoskami. Ma wysokość przeważnie 10–40 (50) cm. Kłącze okryte grubymi i mięsistymi łuskami, swoim wyglądem przypominające cebulę.
LiścieUlistnienie nakrzyżległe. Liście eliptycznojajowate, połyskujące, nagie, siedzące, o zaokrąglonej nasadzie i tępym lub krótko zaostrzonym szczytem. Dolne są całobrzegie, wyższe grubo piłkowane. Przysadki podobne do liści.
KwiatyŻółte, drobne, grzbieciste. Wyrastają pojedynczo w kątach liści. Składają się z rurkowatego 4–5 zębnego kielicha, 4 dwusilnych pręcików wystających z rurki korony, słupka i dwuwargowej korony. Górna warga korony jest 2-łatkowa, prawie płaska i nakrapiana czerwono, dolna 3-łatkowa. Pylniki zakończone ostrym dzióbkiem. W zalążni początkowo znajdują się cztery zalążki, ale rozwija się tylko jeden, rzadko dwa.
OwocOtoczona kielichem jednokomorowa, kulista torebka o długości 1,5–2 mm. Zawiera tylko 1–2 brązowawe, eliptycznojajowate nasiona.

## Biologia i ekologia
Bylina, hemikryptofit. Przez pierwsze lata rozwoju roślina jest podziemnym, całkowitym pasożytem roślin, później rozwijając nadziemny pęd kwiatonośny staje się półpasożytem. Etap półpasożytniczy stanowi tylko ok. 4% cyklu życiowego. Jako półpasożyt od innych roślin pobiera za pomocą ssawek tylko wodę i sole mineralne. Kwitnie od czerwca do sierpnia, zapylana jest przez drobne muchówki z rodziny bzygowatych. Nasiona kiełkują od razu, bez okresu spoczynkowego. Siedlisko: źródliska, wilgotne lasy, zwykle w zacienionych miejscach. Występuje najczęściej w reglu górnym, rzadko w piętrze kosówki. Populacje liczą od kilkudziesięciu do ponad 100 osobników. Liczba chromosomów 2n = 20.

## Zagrożenia i ochrona
Roślina objęta jest w Polsce od 2004 r. ścisłą ochroną gatunkową. Występuje głównie na obszarach chronionych; w Babiogórskim i Bieszczadzkim Parku Narodowym, Żywieckim Parku Krajobrazowym i rezerwacie przyrody pod Rysianką. Za wystarczającą formę jej ochrony uznawana jest ochrona bierna. Zagrożone mogą być tylko lokalne stanowiska tej rośliny w nadpotokowych olszynkach poza obszarami chronionymi. Gatunek nie został uwzględniony w Czerwonej liście roślin i grzybów Polski (2006), znalazł się natomiast w wydaniu z 2016 roku, gdzie otrzymał kategorię NT (bliski zagrożenia).
Znajduje się w Polskiej Czerwonej Księdze Roślin w kategorii NT (bliski zagrożenia).